# Çurkuşlar, Boyabat
Curkuşlar là một xã thuộc huyện Boyabat, tỉnh Sinop, Thổ Nhĩ Kỳ. Dân số thời điểm năm 2011 là 49 người.